# Junkers Flugzeug- und Motorenwerke

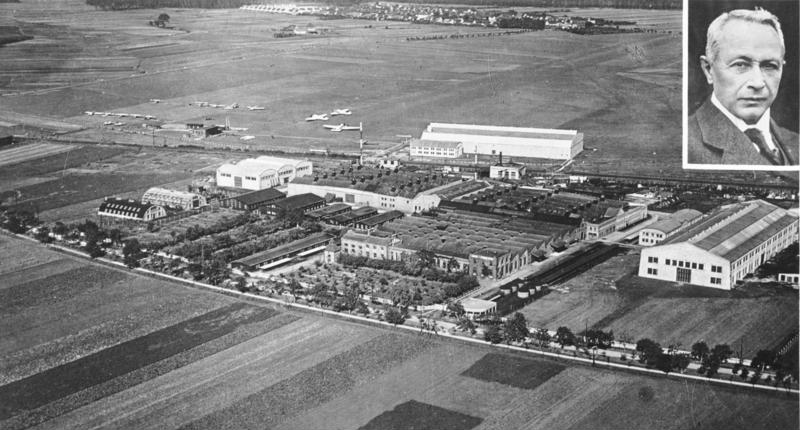
Fabryka Junkersa w Dessau – zdjęcie z 1928

Junkers Flugzeug- und Motorenwerke AG – przedsiębiorstwo założone w 1895 roku przez Hugona Junkersa. Pierwszy samolot Junkers J1 został wyprodukowany w 1915 roku.

## Historia przedsiębiorstwa
Dzieje przedsiębiorstwa są skomplikowane, ponieważ właściciel Hugo Junkers posiadał wiele zakładów o różnym profilu działalności. W 1895 założył wraz z Robertem Ludwigiem przedsiębiorstwo pod firmą Junkers & Co. Warmwasser-Apparatefabrik (w skrócie Junkers & Co.), która produkowała piece gazowe i urządzenia grzewcze. W tym właśnie przedsiębiorstwie powstał pierwszy samolot Junkers J 1, który był pierwszą konstrukcją wykonaną całkowicie z metalu. Jako że samolot był dość ciężki i nie mógł dlatego odnosić sukcesów jako myśliwiec, dlatego zbudowano model J4 – pierwszy, seryjnie produkowany opancerzony dwupłatowiec przeznaczony do jednostek wsparcia piechoty.
Pod naciskiem władz wojskowych przedsiębiorstwo Junkersa połączono z przedsiębiorstwem Fokker w jedno przedsiębiorstwo Junkers-Fokker-AG. Po zakończeniu I wojny światowej oba zakłady rozdzielono i wówczas założono w Dessau osobne przedsiębiorstwo Junkers Flugzeugwerk AG. Ten zakład Hugo Junkersa miał specjalizować się właśnie w produkcji samolotów. Cały czas osobno funkcjonowało przedsiębiorstwo Junkers & Co., zajmujące się wytwarzaniem znanych powszechnie urządzeń centralnego ogrzewania.
W związku z ograniczeniami w produkcji samolotów nałożonymi mocą przepisów traktatu wersalskiego, Junkers starał się przenosić produkcję do Szwecji oraz ZSRR. Dzięki porozumieniu politycznemu między Rosją sowiecką a Republiką Weimarską, w 1922 r. otworzono oddział w Moskwie. Jednak z powodów politycznych umowa została przez Rosjan zerwana po czterech latach i w 1926 Junkers musiał wycofać się z rosyjskiego rynku, ponosząc poważne straty finansowe. Równolegle powstała kolejna spółka-córka: Junkers Motorenbau GmbH, odpowiedzialna za produkcję silników i komponentów technicznych.
W okresie Wielkiego Kryzysu wszystkie przedsiębiorstwa Hugo Junkersa popadły w trudności finansowe. Najpierw, na początku marca 1930 Junkers Motorenbau GmbH została zmuszona wystąpić do wierzycieli o ugodę i odroczenie płatności. Sytuacja zaostrzyła się tak bardzo, iż 22 marca 1932 Hugo Junkers musiał złożyć wniosek o upadłość całego koncernu. 4 listopada 1932 przedsiębiorstwo Junkers & Co. GmbH sprzedano przedsiębiorstwu Bosch. Junkers stała się więc jedną z marek koncernu Bosch.
Jednocześnie Ministerstwo Lotnictwa Rzeszy Hermanna Göringa zagarnęło część – a po przedwczesnej śmierci przetrzymywanego w areszcie domowym Hugo Junkersa – całość akcji przedsiębiorstw Junkers Flugzeugwerk AG oraz Junkers Motorenbau GmbH. 5 lipca 1936 oba przedsiębiorstwa połączono Junkers Motorenbau und Junkers Flugzeugwerk w jedno przedsiębiorstwo Junkers Flugzeug- und Motorenwerke AG– odpowiedzialne za produkcję słynnych samolotów czasów II wojny światowej.
W latach 20. Hugo Junkers założył nawet własne linie lotnicze Junkers-Luftverkehr-AG. Wykorzystywał samoloty przez siebie produkowane, w tym modele Junkers F 13 – pierwszy samolot komunikacyjny całkowicie metalowej konstrukcji. Jednym z osiągnięć linii był bezawaryjny przelot między Teheranem a Londynem w obie strony albo przelot nad Andami. Jednakże – wskutek wysokich kosztów i małej pojemności samolotów – utrzymywanie własnej linii okazało się deficytowe. Przedsiębiorstwo stopniowo popadało w zależność od władz niemieckich, korzystając z subwencji rządowych. Dlatego też wskutek rosnącego zadłużenia Hugo Junkers przekazał przedsiębiorstwo państwu. Rząd federalny połączył w latach 1925–1926 Junkers-Luftverkehr-AG z Deutsche Aero Lloyd w – funkcjonującą do dziś – Lufthansę.
W okresie II wojny światowej przedsiębiorstwo Junkers Motorenbau und Junkers Flugzeugwerk należało do państwa – III Rzeszy. W licznych zakładach koncernu, przeważnie w środkowych Niemczech oraz w podziemnych zakładach – jak Mittelwerk (połączonego z obozem Mittelbau-Dora) – zatrudniano setki przymusowych robotników, w tym więźniów przetrzymywanych w nieludzkich warunkach oraz młodzieży zwerbowanej w czasie Heuaktion. W szczytowym okresie produkcji w Dessau – siedzibie koncernu i największym zakładzie produkcyjnym zatrudniano do 40 tys. osób.
Po zakończeniu II wojny światowej przedsiębiorstwo kontynuowało działalność w znacznie ograniczonym zakresie. Siedzibę przedsiębiorstwa przeniesiono w 1951 do Monachium na teren RFN, aby móc zarządzać pozostawionym majątkiem i nieruchomościami. Na początku lat 70. przedsiębiorstwo przejął koncern Daimler-Benz. Na tym zakończyła się historia przedsiębiorstwa lotniczego Junkers.

## Odrodzenie nazwy
W 2015 roku utworzono nową spółkę Junkers Flugzeugwerke w Dübendorfie w Szwajcarii, która uzyskała prawa do nazwy Junkers. Z inicjatywy jej założyciela Dietera Morszecka, spółka rozpoczęła małoseryjną produkcję nowoczesnych replik Junkersa F13 i A50. W 2020 roku spółka przeniosła siedzibę do Widnau.

## Modele samolotów
Typy produkowanych samolotów:
- Junkers J 1
- Junkers J 2
- Junkers J 4 (J.I)
- Junkers J 7
- Junkers J 8
- Junkers J 9 (D.I)
- Junkers J 10 (wersja wojskowa CL.I)
- Junkers J 10 (wersja cywilna)
- Junkers J 11 (wodnosamolot)
- Junkers J 12
- Junkers F 13 (wraz z wersjami Ju 13 z ZSRR, Junkers-Larsen, JL6 oraz JL12 z USA)
- Junkers J 15
- Junkers K 16
- Junkers T 19
- Junkers A 20 (wraz z wersjami Ju 20 z ZSRR, R02 ze Szwecji)
- Junkers T 21 (wraz z wersją Ju 21 i H 21 z ZSRR)
- Junkers T 22
- Junkers T 23
- Junkers G 23
- Junkers F 24
- Junkers G 24
- Junkers R 42 (wojskowa wersja G 24)
- Junkers A 25
- Junkers T 26
- Junkers T 27
- Junkers T 29
- Junkers K 30
- Junkers G 31
- Junkers A 32
- Junkers K 39 (szwedzka wersja A 32)
- Junkers W 33
- Junkers W 34
- Junkers K 43 (szwedzka wersja W 34)
- Junkers A 35
- Junkers K 53 (szwedzka wersja A 35)
- Junkers S 36
- Junkers K 37
- Junkers G 38
- Junkers Ju 46
- Junkers A 48
- Junkers K 47
- Junkers Ju 49
- Junkers A 50
- Junkers Ju 52/1m
- Junkers Ju 52
- Junkers Ju 60
- Junkers EF 61
- Junkers Ju 85
- Junkers Ju 86
- Junkers Ju 87 Stukas (STUrzKAmpfflugzeug)
- Junkers Ju 88
- Junkers Ju 89
- Junkers Ju 90
- Junkers Ju 160
- Junkers Ju 187
- Junkers Ju 188
- Junkers Ju 248
- Junkers Ju 252
- Junkers Ju 287
- Junkers Ju 288
- Junkers Ju 290
- Junkers Ju 322
- Junkers Ju 352
- Junkers Ju 388
- Junkers Ju 390
- Junkers Ju 488
- Junkers EF 128